# Meedo broadwater
Meedo broadwater is een spinnensoort uit de familie Gallieniellidae. De soort komt voor in Queensland.